# Montanhas dos Gigantes
As Montanhas dos Gigantes, ou Karkonosze (em polonês), Krkonoše (em checo) ou Riesengebirge (em alemão) é uma cordilheira nos Sudetos, Europa Central. A denominação de Karkonosze é bem antiga, tendo surgido esse nome pelo povo germânico que era chamado por Ptolomeu de Córcontos, conforme consta de sua Geografia. O nome aparenta uma origem pré-Indo-Europeia, cujo significado foi conservado, aparecendo no Latim Medieval como montes de Gigantei.
Essas montanhas se estendem de noroeste a sudoeste e formam a Fronteira Polónia-República Checa. Com seus 1602 m, o Sněžka, que fica nessas montanhas é o pico mais alto da República Checa. Vastas áreas dessas montanhas são preservadas como parque nacional dos dois países. O rio Elba nasce nesses montanhas. Nas Montanhas dos Gigantes há famosas estações de esqui cuja procura pelos turistas vem crescendo como alternativa de menores custos do que nos Alpes, em especial para os que residem nas proximidades.

## Imagens

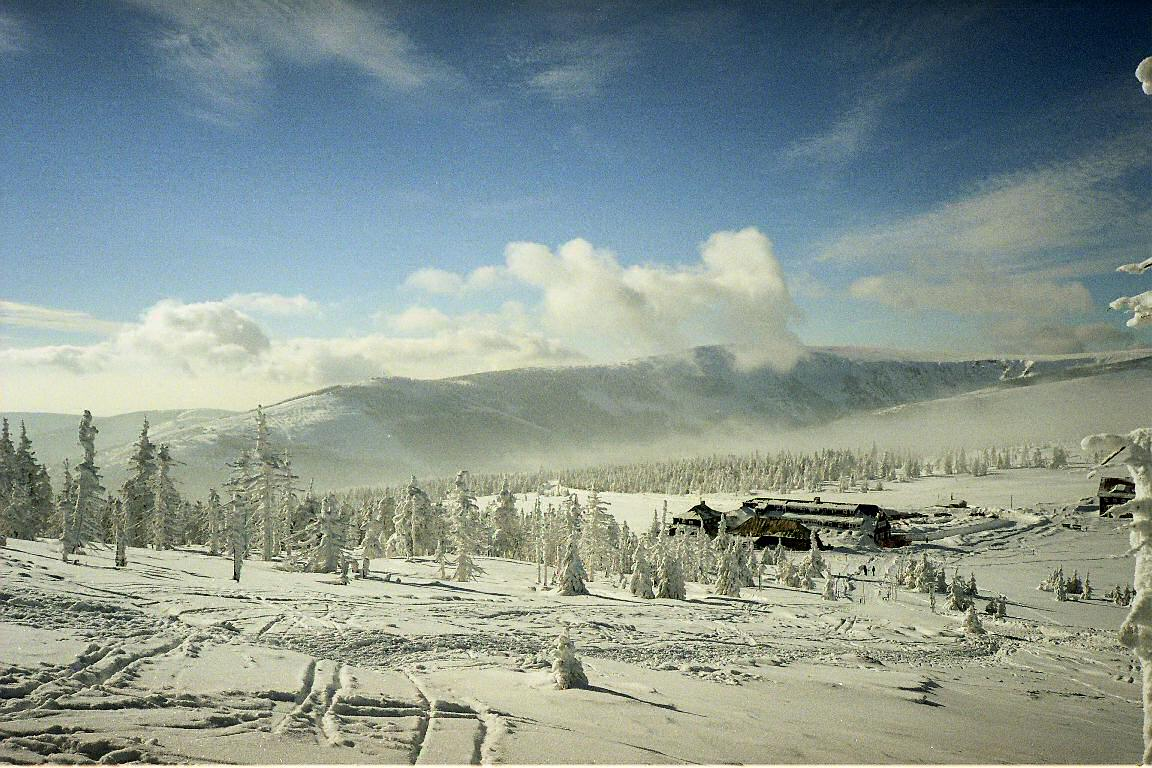
Vista das montanhas de Bohemi. No primeiro plano Špindlerová bouda.
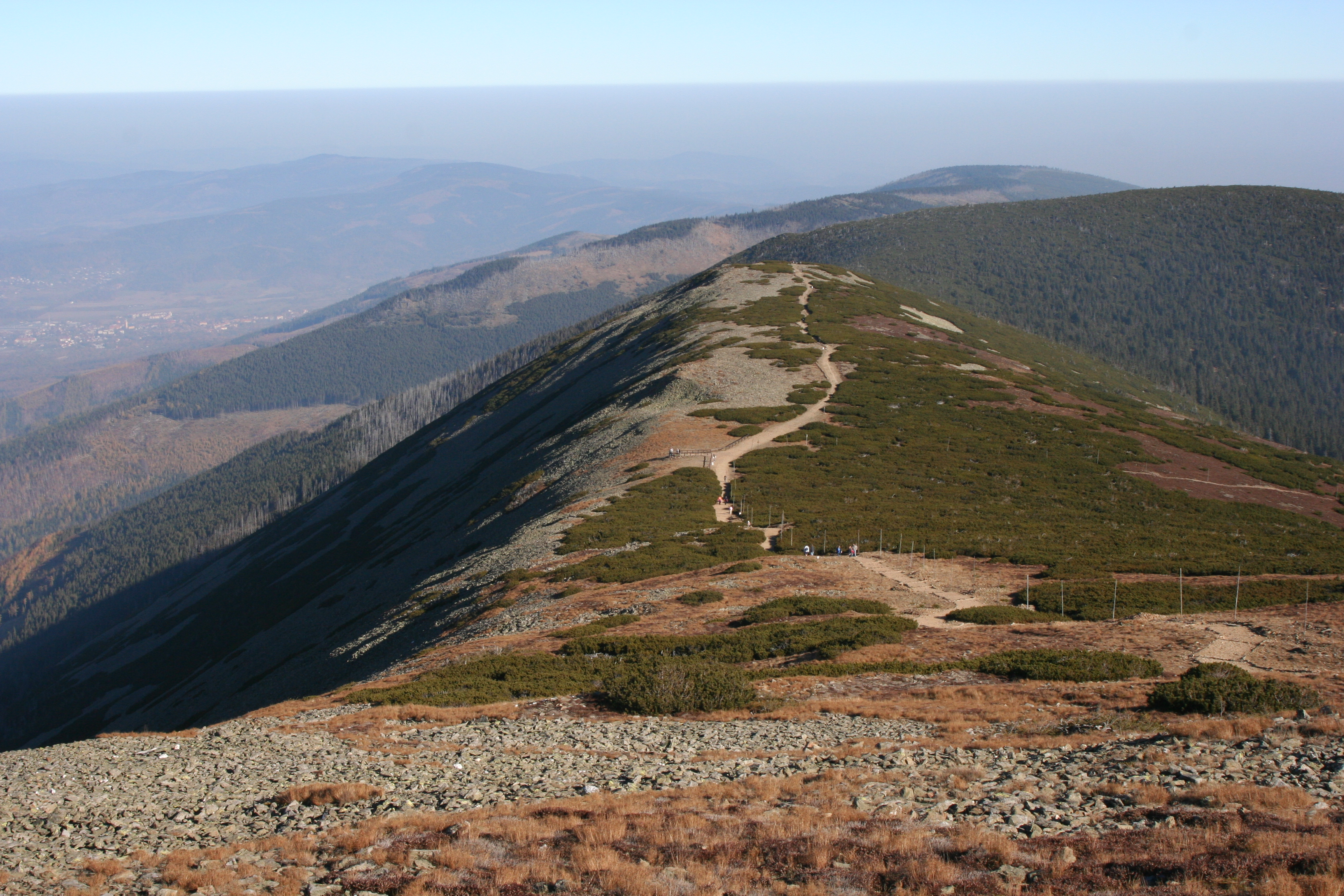
Vegetação alpina a 1400 m no Karkonosze

## Cidades importantes
Ficam na área dessas montanhas as cidades:
- Polônia: Karpacz estação de esqui, Szklarska Poręba estação de esqui, Przesieka e Kowary
- República Checa: Špindlerův Mlýn (estação de esqui), Harrachov e Pec pod Sněžkou estação de esqui